# Heisaku Kosawa
Heisaku Kosawa (jap. 古沢平作, ur. 17 lipca 1897 w Atsugi, zm. 5 października 1968 w Tokio) – japoński lekarz psychiatra i psychoanalityk, profesor psychiatrii Uniwersytetu Tohoku, pionier psychoanalizy w Japonii, założyciel Japońskiego Towarzystwa Psychoanalitycznego.
Studia medyczne odbył w szkole medycznej Uniwersytetu Tohoku. Tytuł doktora medycyny otrzymał w 1926 roku. Specjalizował się w psychiatrii u Kiyoyasu Marui. W 1931 został profesorem nadzwyczajnym psychiatrii. W 1932 i 1933 w Wiedniu, jako słuchacz Wiedeńskiego Instytutu Psychoanalitycznego; odbył trening psychoanalityczny u Richarda Sterby i przeprowadził analizę własną pod superwizją Paula Federna. Po powrocie z Europy otworzył w 1934 roku prywatną klinikę w Tokio. Podczas II wojny światowej był pod specjalnym nadzorem tajnej policji, ponieważ w III Rzeszy będącej w sojuszu z Japonią psychoanaliza uważana była za niebezpieczną.
W 1955 z jego inicjatywy z połączenia Towarzystwa Psychoanalitycznego w Sendai i Tokijskiego Instytutu Psychoanalizy powstało Japońskie Towarzystwo Psychoanalityczne (Nihon Seishin-bunseki Gakka), którego został jego pierwszym przewodniczącym.
Publikował niewiele, wykształcił natomiast pierwsze pokolenie japońskich psychoanalityków, m.in. Takeo Doi, Masahisa Nishizono i Keigo Okonogi, który rozwinął i spopularyzował jego koncepcję kompleksu Ajase.

## Wybrane prace
- Two kinds of guilt feelings. The Ajase complex. Japanese Journal of Psychoanalysis 11, 1931
- Zwei Arten von Schuldbewusstsein. Internationale Zeitschrift für Psychoanalyse
- Magische Mimik bei einer Zwangsneurose. Beitr. Psychoanal. 2, ss. 21-32, 1933
- Eine schizophrene Gesichtshalluzination.Internationale Zeitschrift für Psychoanalyse  19, ss. 434-439, 1933
- Alternierende Charakter- und Symptomneurose. Arb. Psychiatr. Inst. Tohoku Univ. (Beitr. z. Psychoanal.) 2, s. 110
- Zaiakuishikino nishu. Seishin Bunseki 11, 1935
- Two Types of Guilt Consciousness - Ajase Complex. Research on Psycholanalysis, 1950